# Piste (aérodrome)
Pour les articles homonymes, voir Piste.
 (décembre 2016).
Si vous disposez d'ouvrages ou d'articles de référence ou si vous connaissez des sites web de qualité traitant du thème abordé ici, merci de compléter l'article en donnant les références utiles à sa vérifiabilité et en les liant à la section « Notes et références ».

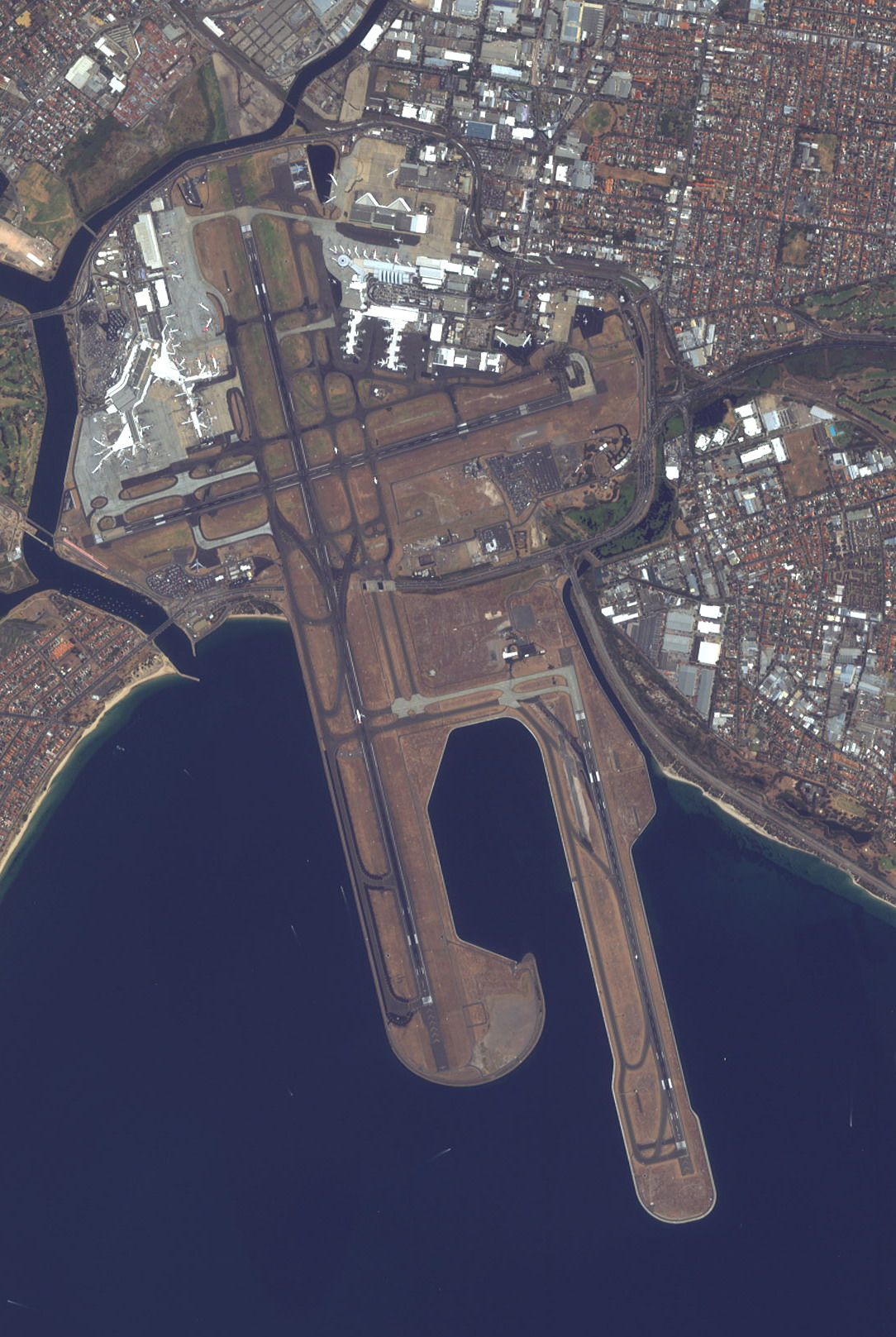
Pistes de l'aéroport Sydney-Kingsford Smith.

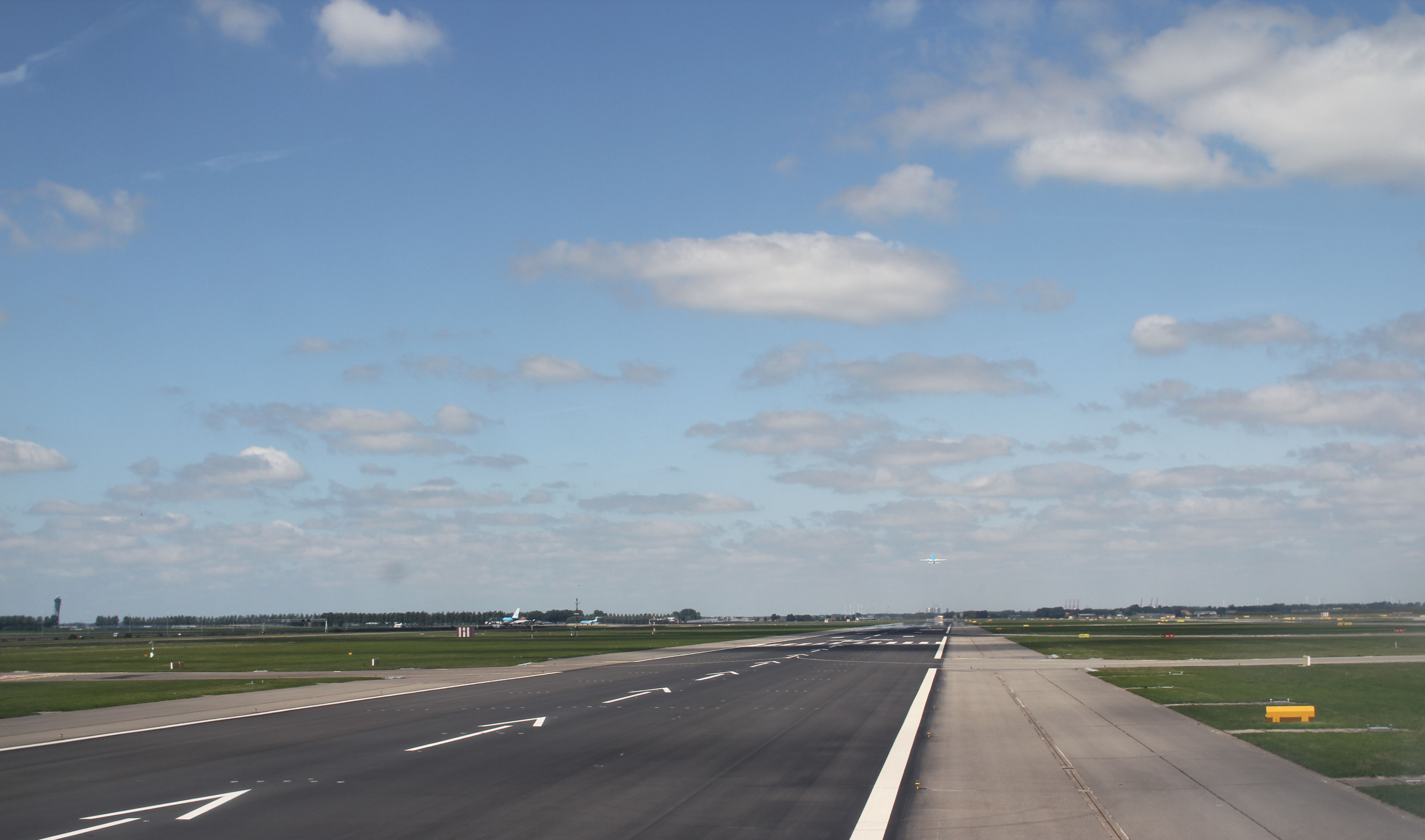
Piste de l'aéroport d'Amsterdam-Schiphol.

Une piste est, en aéronautique, la surface d'un aérodrome réservée au décollage et à l'atterrissage des aérodynes à voilure fixe, l'avion en premier lieu. Les dimensions et le revêtement sont fonction de la vitesse et de la masse des avions accueillis.

## Préambule
La piste est le composant majeur d'un aérodrome. C'est une surface rectangulaire adaptée et réservée au décollage et à l'atterrissage des aérodynes à voilure fixe dont le représentant principal est l'avion. La longueur de la piste doit permettre le décollage, c'est-à-dire l'accélération jusqu'à une vitesse suffisante pour assurer l'envol, ainsi que l'atterrissage, c'est-à-dire le freinage jusqu'à la vitesse de roulage permettant d'emprunter les voies de circulation. Le revêtement de la piste est directement lié au poids des avions, les plus légers pouvant se contenter d'une surface en herbe alors que les plus lourds exigent des surfaces bétonnées.
Un aérodrome dispose souvent de plusieurs pistes adaptées à des usages différents : piste « en herbe » pour les ULM, planeurs ou avions légers ; piste « en dur » pour les avions lourds. La piste comporte au moins un marquage définissant son axe et son orientation. Des équipements supplémentaires peuvent y être adjoints pour faciliter son utilisation de jour comme de nuit ou en fonction d'évènements climatiques. Ces équipements peuvent être obligatoires lorsqu'un aéroport est implanté sur l'aérodrome et que la piste accueille des avions de ligne.
Les constructeurs définissent une vitesse maximale de vent de travers au-delà de laquelle le décollage ou l'atterrissage de l'avion est impossible dans de bonnes conditions de sécurité. La piste principale d'un aérodrome est donc orientée en fonction du vent dominant, souvent avec l'aide d'une rose des vents. Une ou plusieurs pistes secondaires orientées à 90° ou à 60° (environ) de la piste principale permettent les opérations dans les autres cas.
Pour des raisons de sécurité il est nécessaire de prévoir un intervalle minimal entre deux mouvements d'avions sur une piste. Une piste a donc une capacité d'accueil limitée. Si le trafic le justifie, c'est le cas des aérodromes où sont implantés les plus grands aéroports, il sera nécessaire de construire plusieurs pistes parallèles.
Par extension on appelle parfois « piste », mais plus généralement « pont d'envol », la zone du pont d'un porte-avions utilisée pour l'appontage. Les projets d'astroport prévoient aussi une piste pour le retour des astronefs ; la navette spatiale américaine a utilisé des pistes d'aérodromes existantes qui ont été aménagées.

## Structure de la piste
Les dimensions (longueur et largeur), ainsi que la résistance d'une piste déterminent les modèles d'avions qui pourront y opérer. Inversement des travaux d'allongement ou de renforcement d'une piste sont nécessaires pour pouvoir accueillir des avions plus lourds.

### Dimensions
Les pistes peuvent avoir des dimensions très variables, de 200 mètres à 5 000 mètres de long et de 25 mètres à 60 mètres de large. La plus longue piste d'atterrissage au monde fut longtemps celle de la Zone 51, d'une longueur d'environ 10 km (désaffectée). Les plus longues pistes sont actuellement (décembre 2022) celles de l'aéroport de Shigatsé-Heping en Chine et de l'aéroport d'Ulyanovsk Vostochny en Russie qui mesurent 5 km. 
La fiche d'aérodrome donne pour chaque piste différentes longueurs disponibles. Parmi celles-ci,:
- LDA (Landing Distance Available) : la distance disponible pour l'atterrissage en conditions normales ;
- TORA (Take Off Run Available) : la distance de roulement disponible pour le décollage, incluant éventuellement un seuil décalé ;
- ASDA (Acceleration Stop Distance Available) : la distance, en cas d'annulation du décollage disponible pour le roulage depuis le début du décollage jusqu’à l’arrêt de l’appareil, incluant un éventuel prolongement d’arrêt s'il existe ;
- TODA (Take Off Distance Available) : la distance totale utilisable pour le décollage, incluant s'ils existent : un seuil décalé, un prolongement d'arrêt et un prolongement dégagé (ne permettant pas nécessairement le roulage).

Dans le cas de situations critiques d'autres longueurs peuvent être indiquées :
- RESA (Runway End Safety Area) ou RSA (Runway Safety Area) : surface entourant la piste préparée ou adaptée pour réduire le risque de dommages aux avions en cas de sortie de piste ;
- EDA (Emergency Distance Available) : En cas d’atterrissage d’un aéronef en condition d'urgence il indique la longueur de piste disponible (incluant le prolongement d’arrêt). À noter que l'EDA n'est pas une abréviation normalisée et n'est pas mentionnée dans la documentation aéronautique relative aux aérodromes (cartes VAC).

### Revêtements
Les pistes utilisées par les avions les plus légers sont en herbe ou en terre battue. Des matériaux identiques à ceux utilisés pour les routes tels que l'asphalte ou le bitume permettent de construire des pistes « en dur » pour les avions plus lourds. Les pistes permettant de recevoir les avions de ligne, donc les avions les plus lourds, et à fort trafic, sont construites en béton.
En cas d'urgence il est possible de réaliser des pistes provisoires recouvertes de structures métalliques telles que les « voies Sommerfield » ou les plaques Marston Mat (ou PSP, ou encore « plaques Marsden »). Ce sont des dalles posées sur le sol permettant de répartir la charge des avions. Elles ont été largement utilisées au cours des conflits récents et ont été récupérées sur certains aérodromes pour renforcer les zones de stationnement ou les voies de circulation.

### Sections de la piste

#### Bande de piste
Il s'agit de la zone autour de la piste elle-même. Elle est dépourvue de tous les obstacles qui pourraient interférer avec le vol et le roulage des avions, mais elle n'est pas forcément en bonne condition. C'est normalement juste une surface herbeuse, marquée par des cônes ou des pignons.

#### Zone anti-souffle / Prolongement d’arrêt (PA)
La zone anti-souffle est souvent construite juste avant le début de la piste, là où le souffle d'air chaud produit par les avions durant le décollage pourrait éroder le sol et endommager la piste. Cette zone peut également être conçue pour servir d'espace d'urgence en cas de problèmes durant le décollage (prolongement d'arrêt). Elle est souvent moins résistante que la piste principale et est marquée par des chevrons jaunes. Il est interdit de rouler ou de stationner sur cette zone durant le décollage ou l'atterrissage, sauf en cas d'urgence. Dans certains aéroports cette zone est faite de plaques de béton cédant sous le poids d'un avion en cas de sortie de piste ce qui permet de ralentir l'appareil tout en limitant les dégâts.

#### Seuil décalé
Le seuil est en bout de piste. Il est normalement marqué par une ligne blanche (mais pas toujours pour les petites pistes). Un seuil déplacé (voir l'image) est marqué par des flèches qui mènent au seuil lui-même. Il peut être utilisé pour le roulage et le décollage, mais pas pour l'atterrissage. Cela peut être dû à trois raisons : des obstacles sont présents juste avant la piste, la résistance de la piste ou des restrictions de bruit.

## Marquage

### Numéro de piste

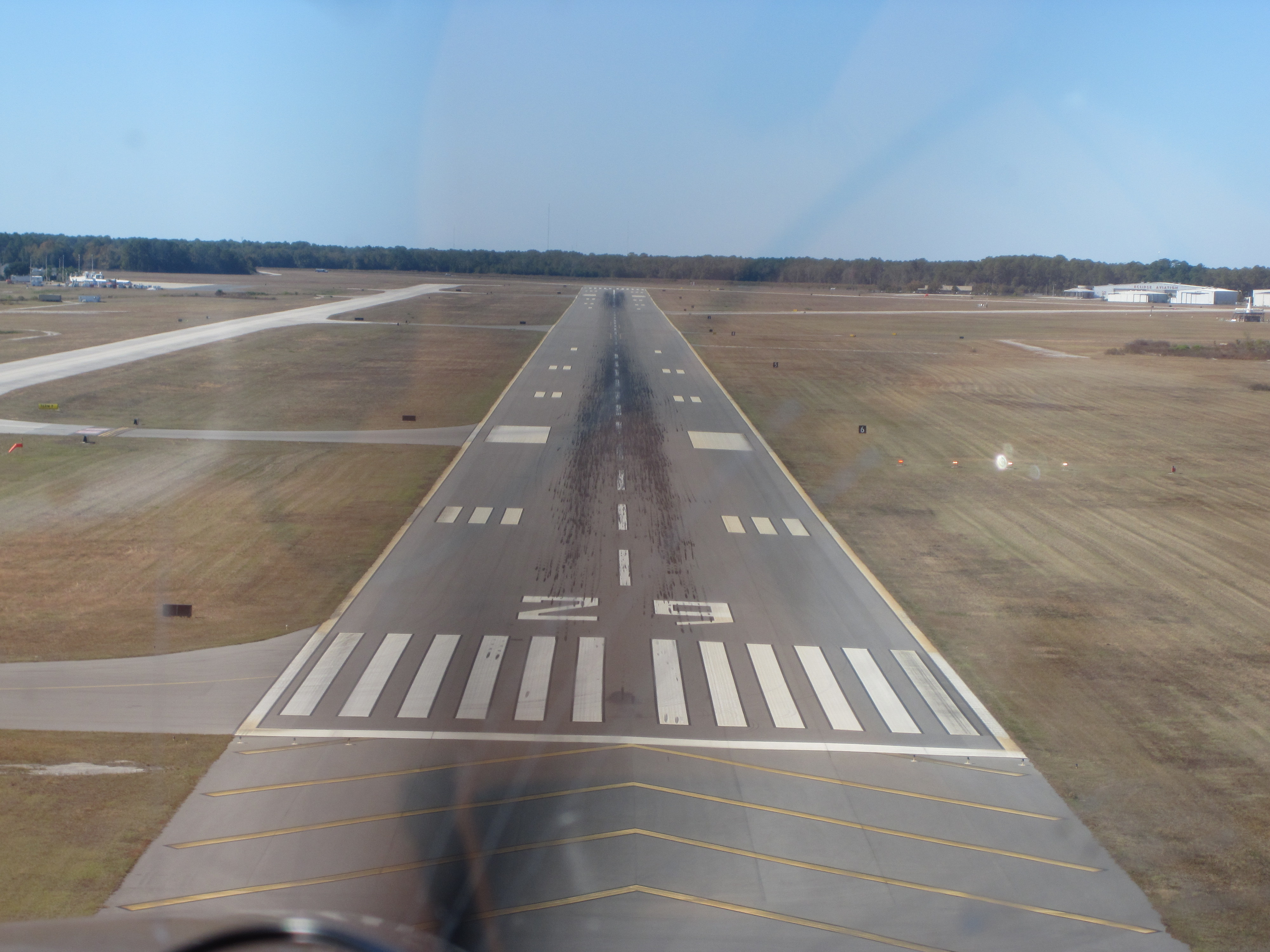
Marquage de piste.

Une piste est identifiée par un numéro à deux chiffres indiquant son orientation par rapport au nord magnétique en dizaines de degrés (appelé aussi QFU),.
Une piste dont le QFU est 084° sera notée piste 08. Une piste dont le QFU est 085° sera notée piste 09.
La position du nord magnétique n'étant pas stable, le N° de piste peut changer au cours du temps.

### Seuil de piste
Le seuil de piste est identifié par une série de bandes rectangulaires. Le nombre de bandes indique la largeur de la piste:
| Nombre de bandes | Largeur en mètres |
| ---------------- | ----------------- |
| 4                | 18 m              |
| 6                | 23 m              |
| 8                | 30 m              |
| 12               | 45 m              |
| 16               | 60 m              |

### Point de cible

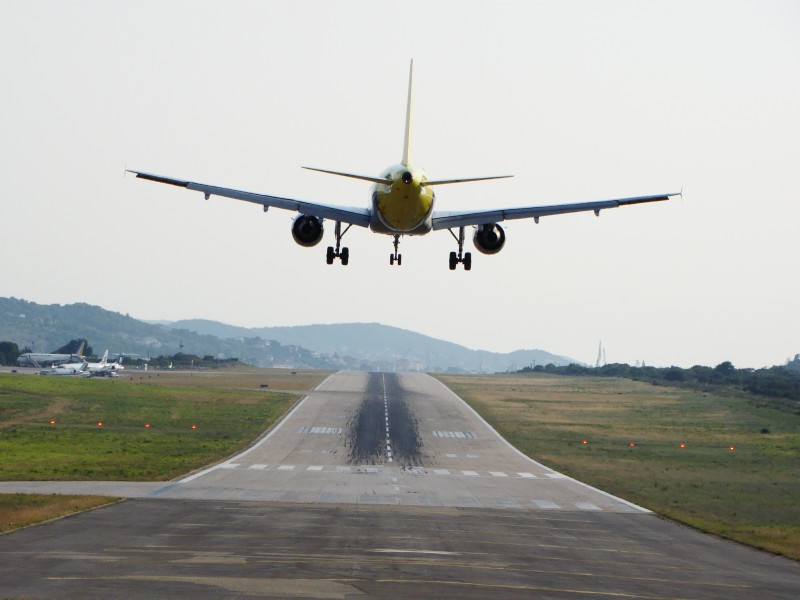
Airbus A320 atterrissant à Split.

Une paire de larges bandes rectangulaires indique le point de cible sur les pistes de plus de 1500 m. L'amont de la marque coïncide avec l'indicateur de pente d'approche sur les aéroports qui en sont équipés.

### Zone de toucher des roues
Une paire de triple, double puis simple bande rectangulaire indique la zone de toucher des roues sur les aéroports disposant d'un Instrument Landing System.

## Balises

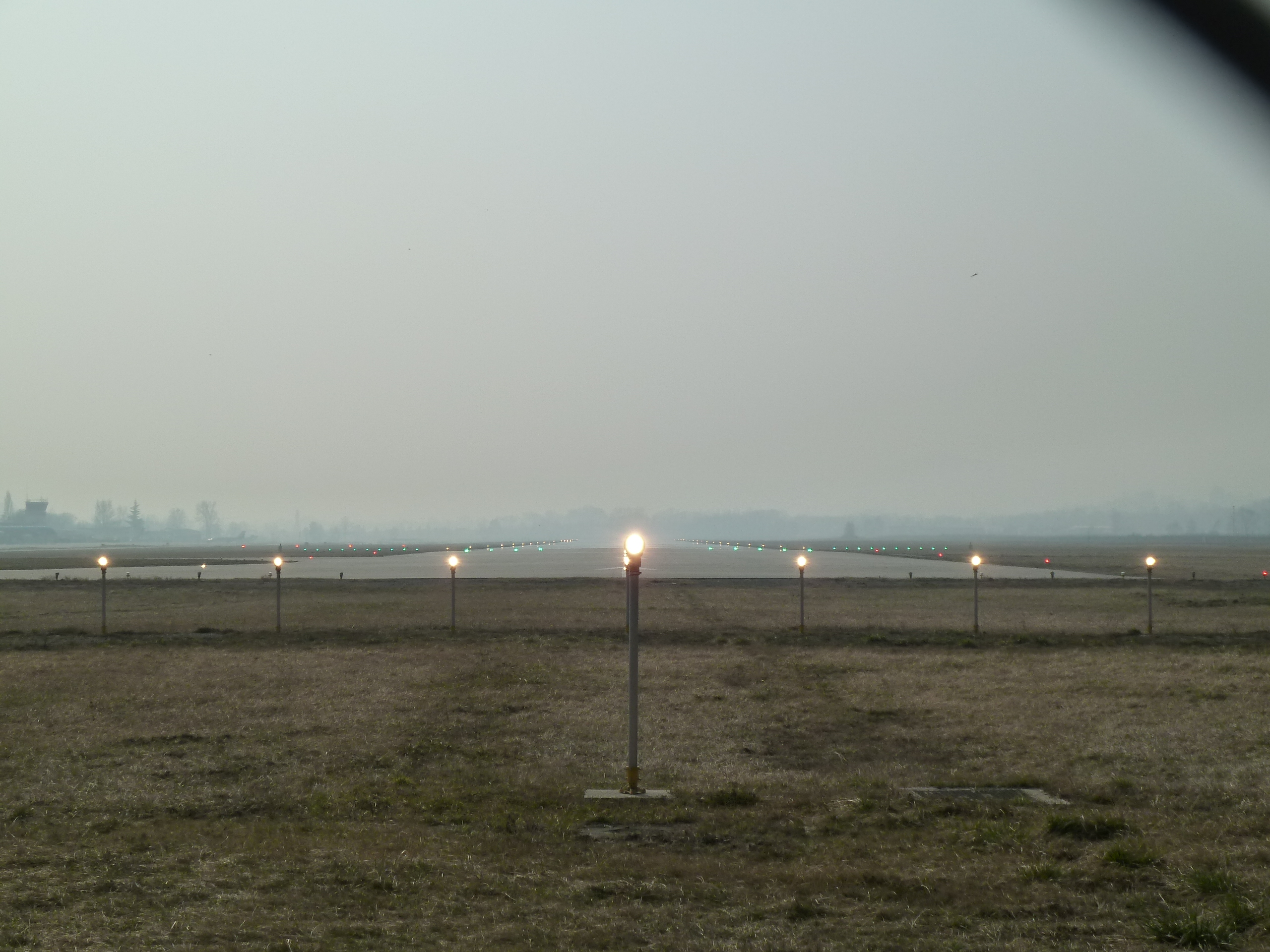
Feu d'approche (balises lumineuses) de l'aéroport de Chambéry - Savoie

Les pistes sont bordées de balises lumineuses pour être facilement repérables de nuit, ou lorsque les conditions météorologiques sont mauvaises (pluie, brouillard), et pour une aide visuelle à l'atterrissage (PAPI). De nouveaux types de balises intelligentes commencent à voir le jour, utilisant notamment la technologie électroluminescente. De plus, l'installation comprend un système de balises radio pour les appareils de repérage automatique intégrés notamment dans les avions de ligne (ILS).

## Orientation et disposition des pistes

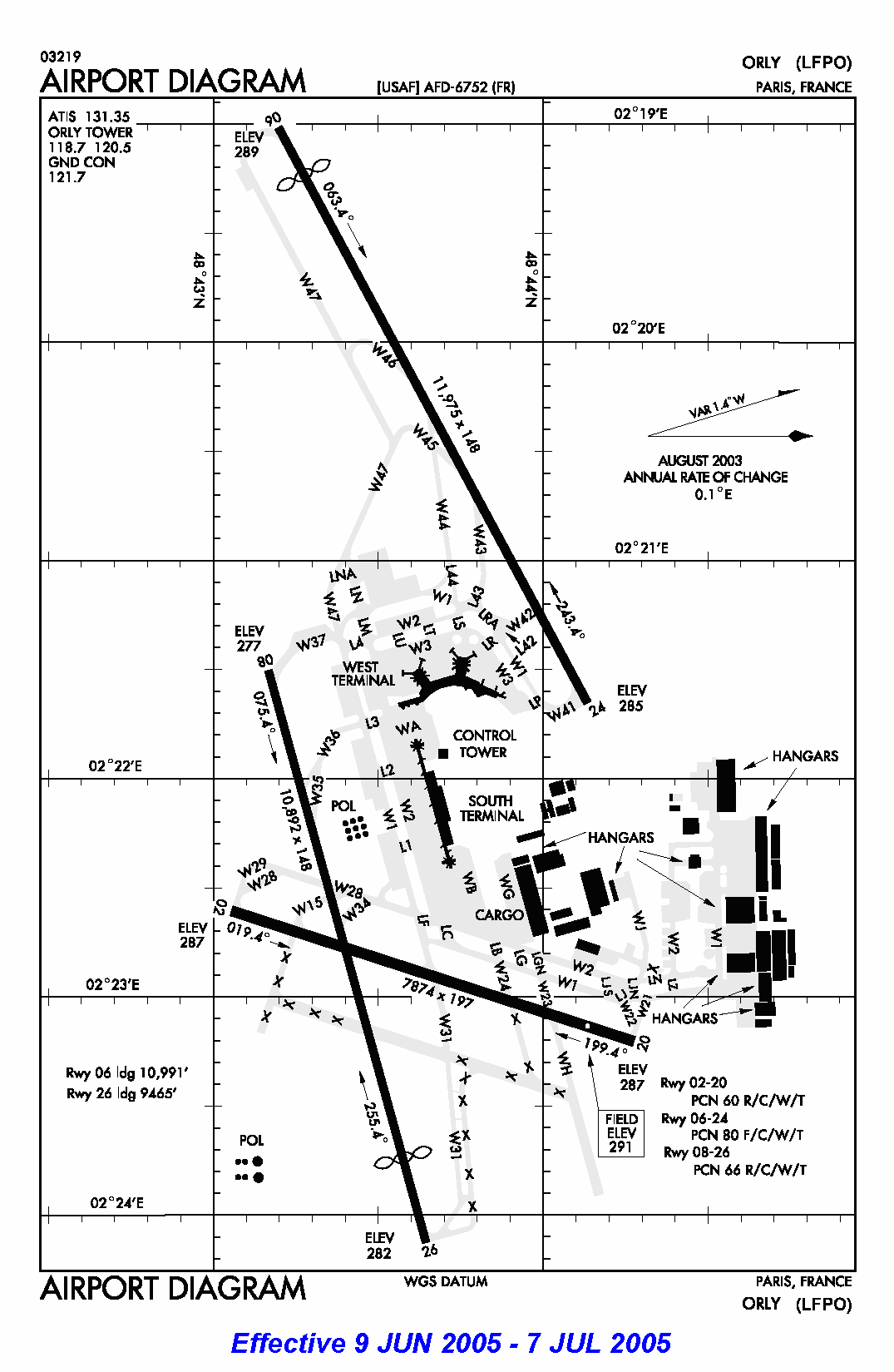
Plan des pistes de l'aéroport d'Orly en 2005.

Un avion décolle (ou atterrit) quand sa vitesse de déplacement par rapport à l'air est supérieure (ou inférieure) à la vitesse de décrochage. Cette vitesse est la combinaison vectorielle de la vitesse propre de l'avion et de la vitesse du vent. L'idéal est donc de décoller ou atterrir avec un vent de face. La piste unique ou principale d'un aérodrome est donc orientée dans la direction du vent dominant sauf si des contraintes locales, obstacle, nature du terrain, zone à survol limité, etc. deviennent prioritaires.
Lorsque la vitesse du vent n'est pas alignée avec la direction de la piste, l'avion doit décoller ou atterrir avec un vent de travers dont la valeur maximale admissible est déterminée par le constructeur. Pour permettre les opérations quelle que soit la direction du vent les aérodromes sont conduits à disposer d'une ou deux pistes supplémentaires faisant entre elles un angle d'approximativement 90° ou 60°.
Pour des raisons de sécurité un avion n'est autorisé à atterrir que lorsque la piste a été libérée par le précédent. La dissipation de la turbulence de sillage impose un espacement des décollages. Il en résulte qu'une piste ne peut accepter qu'un nombre réduit de mouvements (l'ordre de grandeur étant de 40 mouvements par heure) en particulier pour les avions les plus lourds. Ce problème concerne surtout les pistes desservant les grands aéroports amenés à construire plusieurs pistes parallèles.

## Numéros de piste
Une piste est numérotée à chacune de ses extrémités par un nombre de deux chiffres, inscrit pour être lu dans le sens de l'atterrissage, qui indique son orientation magnétique arrondie à la dizaine de degrés la plus proche. Les numéros vont donc de 01 à 36 et l'écart entre les numéros de chaque extrémité est toujours de 18 (180°).
Lorsqu'un aérodrome possède plusieurs pistes orientées dans la même direction, une lettre est ajoutée après le numéro : L pour left (piste de gauche), C pour center (piste du centre), R pour right (piste de droite). Au-delà de trois pistes parallèles la distinction est faite en affectant des numéros plus petits et plus grands au lieu de l'arrondi le plus proche. Par exemple, l'Aéroport de Paris-Charles-de-Gaulle possède 4 pistes parallèles notées 26L, 26R, 27L et 27R depuis l'est.

## Voie de circulation
Les pistes sont reliées entre elles par des voies de circulation de différentes natures : des voies réservées aux avions d'une part (taxiway), d'autres voies réservées aux véhicules de service et de secours (pompiers). Lorsque l'aéroport est d'une dimension telle que le parcours entre les pistes et le parking nécessite de suivre un trajet précis, un véhicule spécial (dit un taxi ou follow-me car) vient précéder l'avion pour le guider.